# 明科鎮區 (北達科他州本森縣)
明科鎮區（英語：Minco Township）是位於美國北達科他州本森縣的一個鎮區。

## 地方資料
明科鎮區的面積為75.12平方千米，當中陸地面積為73.94平方千米，而水域面積為1.18平方千米。根據2010年美國人口普查的數據，當地共有人口19人，而人口密度為每平方千米0.25人。